# تويجرات (سيد المختار)
تويجرات هي إحدى مشيخات المملكة المغربية، تتبع جغرافيا لإقليم شيشاوة وإداريًا لسيد المختار. يقدر عدد سكانها بـ 4529 نسمة حسب الإحصاء الرسمي للسكان والسكنى لسنة 2004.